# Židovský hřbitov v Nové Včelnici
Židovský hřbitov v Nové Včelnici, založený nejspíše na konci 18. století, se nachází 500 m severovýchodně od města při silnici na Štítné. Je chráněn jako kulturní památka České republiky.
Márnice byla zbořena po 2. světové válce. Areál s přibližně stovkou náhrobních kamenů není volně přístupný, u branky je uveden kontakt.